# Cacha (parroquia)
Cacha es una parroquia rural del cantón Riobamba, en la provincia de  Chimborazo. Cacha limita al norte y este con la cabecera cantonal Riobamba, al sur y oeste con el cantón Colta. Su nombre significa: “Flechero, el enviado o el ungido”, palabra proveniente del antiguo idioma Tunkawan o también conocido puruhuai. La Parroquia de Cacha es la primera parroquia indígena del Ecuador y es el asentamiento del Pueblo Cacha, este grupo étnico es una población muy antigua, perteneciente a la nacionalidad Puruwa. fue un lugar de descanso para los Régulos Puruhaes.

## Historia
El nombre de la Parroquia surge con el advenimiento del Shiry XV (1463-1487). El rey de Cacha nació en el palacio de madera del lago “Capac Cocha” del anejo Pucará Palacio de la actual parroquia. Cacha se constituyó en el asiento de los Reyes Duchicela, lugar de nacimiento de la última Reina de Quito, Paccha Duchicela (1487-1525), fue residencia privada de los reyes Duchicela y escogieron esta zona por ser un lugar estratégico para la defensa, así como porque se encontraba a cinco kilómetros de la ciudad administrativa de Liribamba. El Historiador Juan Francisco Proaño habla de la existencia de un túnel de escape hacia el “Sitio de las Delicias”, en donde la montaña tupida daba albergue a pájaros y animales de cacería.

### Era preincaica
La historia de Cacha se remonta a la era preincaica, cargada de narrativas históricas y mitologícas. Los Cachas eran los únicos amos y señores de sus tierras, pero desde los periodos de gobierno de los Shyris VII, VIII, IX y X, fueron derrotados por los Puruhá (Caras), hasta que en el reinado de Shyri Carán, se domina estratégicamente a los Puruhá, mediante el casamiento de su única hija la Princesa Toa con el Príncipe Duchicela, hijo del Jefe máximo de los Puruhá.
Duchicela Shyri XII (1300 -1370) consigue la paz y consolida las relaciones con los pueblos Caras, Cañarís. Paltas, Zarzas, Chimbos, Huancavilcas y Saraguro, fortaleciendo la unidad de la Confederación Quiteña, ante la amenaza e invasión de los Incas del Perú; cuando Duchicela muere ocupa la corona su hijo Autachi Duchicela, Shyri XIII, que gobernó hasta el año 1430, tuvo dos hijos, el primogénito de nombre Huallca quien fue su sucesor, por poco tiempo, ya que fue destronado por el pueblo, asumió el mando, su último hijo, Hualcopo Duchicela (Shyri XIV) quien presidió el mando hasta 1463.

### Era incaica
La época Incaica abarca el periodo del Shyri XIV, periodo que inicia por el año 1450, cuando acontece la invasión Inca dirigida por Tupac-Yupanqui, los Incas ingresan por el sur del país, invadiendo las tierras del Chinchansuyo, Hualcopo, junto a otros grandes héroes militares como Eplicachima, Calicuchima y Pintag, enfrentaron a los Incas, resistieron valientemente sin aceptar ningún tipo de negociación con los invasores, pero el poderío militar de los vecinos invasores se impuso, asesinando a sus jefes y a más de 15.000 Puruháes.
Ante la muerte de Hualcopo asume el poder Cacha, quien era su hijo mayor que igualmente fue derrotado por Huayna-Cápac, hijo de Tupac- Yupanqui, sin embargo los Incas no lograban doblegar a la nación quiteña que se afianzaba unida cada vez más en la resistencia.
La hija primogénita de Cacha es la princesa Pacha, que nace en suelo Puruhá y pertenece a este linaje por línea paterna, con el matrimonio de Pacha y Huayna Capac, se afianza la conquista del imperio de los Incas, después del territorio cañari avanza a la costa y somete a los Punáes, Huancavilcas y a grupos manabitas para luego avanzar hasta la Confederación Quito, Huayna-Cápac con su ejército persigue al Shyri Cacha que se repliega resistentemente en Imbabura (Atuntaqui), donde es alcanzado y acribillado a flechazos.
Con la muerte del Shyri Cacha, Pacha es proclamada soberana de Quito y heredera del trono de los Shyris; el Inca Huayna-Cápac, al llegar a Quito, como vencedor, afianza su conquista mediante el pacto diplomático casándose con la princesa Pacha, naciendo de esta alianza, el Shyri-Inca-quiteño Atahualpa, Huayna-Capac gobernó por un periodo de casi 4 décadas el imperio Inca y convirtió a Quito en la capital del mismo.
Antes de morir Huayna-Capac 1526, distribuye su trono a sus 2 hijos, el Reino de Quito para Atahualpa y el Reino del Cuzco (desde Tumbes hacia el sur) para Huáscar. La Confederación Quiteña reconoce a Atahualpa como Shiry, sin embargo, Huáscar no respeta esta repartición y declara la guerra a Atahualpa, reivindicando el trono de todo el Imperio.
Atahualpa, contó con el apoyo de Rumiñahui, Quisquis, Calicuchima, Razo-Razo y Zopozopanqui, para defender el Reino de Quito, de su hermano; el primer enfrentamiento se dio en Mocha dando el triunfo al pueblo de Atahualpa, quien avanza hasta Tomebamba para destruirla, y, así avanzar por todo el Tahuantinsuyo. Huáscar huyó al sur, tras la derrota en Tomebamba, para ser apresado y condenado a morir al caer el Cuzco en manos de Atahualpa.

### Conquista

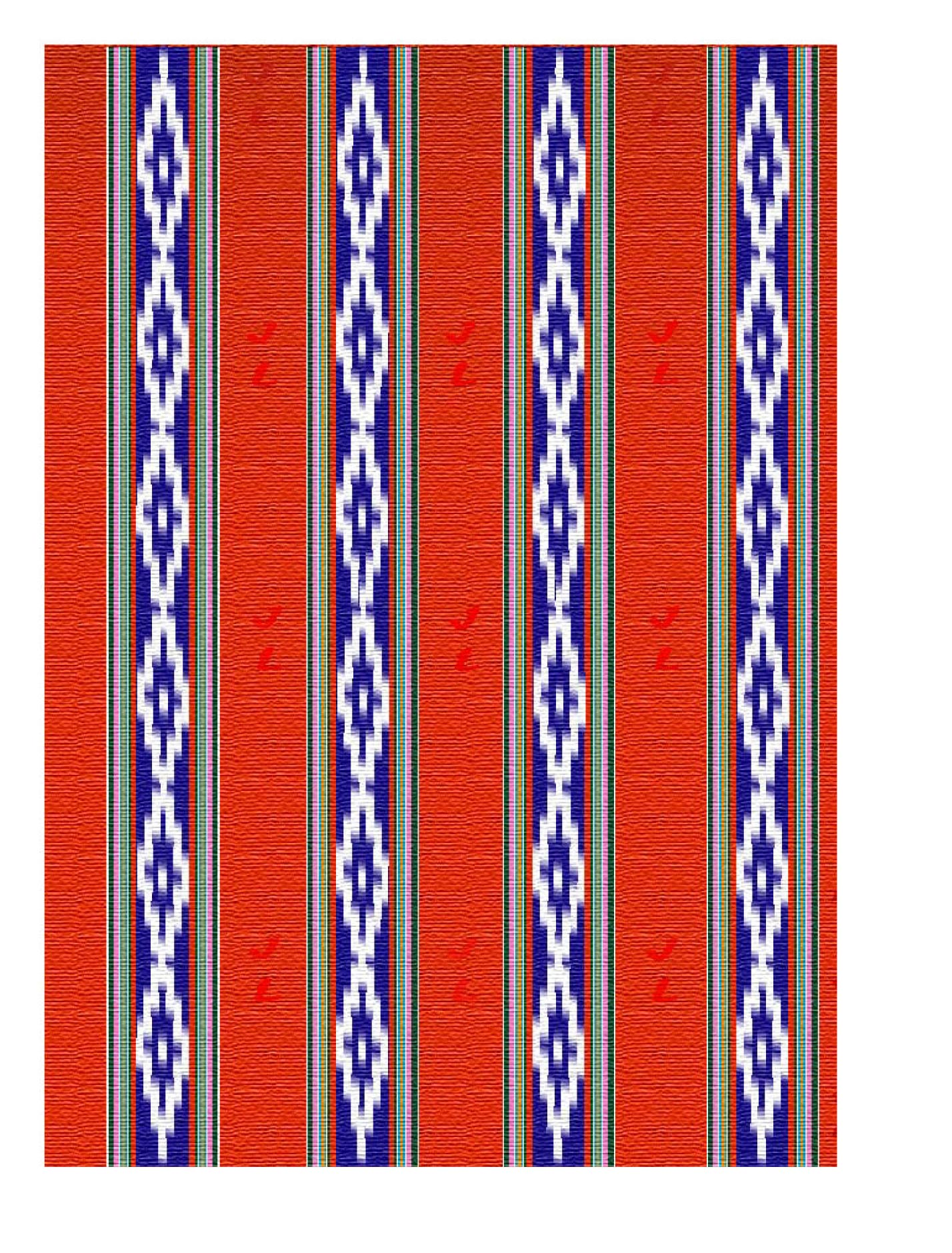
Poncho de Cacha texturizado digitalmente.

A la llegada de los españoles al Tahuantinsuyo (1532), este Imperio se encontraba en pleno desarrollo y fortalecimiento, los Incas inicialmente confundieron a los invasores, ya que pensaban que se trataba de la profecía del Dios Viracocha que volvería del mar, confusión que facilitó, a los invasores, la conquista, así como también, la utilización de armas de fuego, el temor y asombro que causó la caballería y el uso de la religión para doblegar a los amerindios.
Francisco Pizarro, para acabar con Atahualpa, uso el engaño, poniéndole una emboscada haciéndolo prisionero, y, a pesar de que se pagó el rescate solicitado, fue vilmente asesinado.
Los españoles invadieron territorio Puruhá o Reino de Quito en 1534, y, progresivamente proceden a fundar las ciudades que van colonizando en todo el país.
En los siguientes años (siglo XVII) los españoles fomentaron la creación de manufacturas, obrajes y sederías, en Riobamba se instauraron varios obrajes de gran importancia como los obrajes de San Pedro de Cacha, de San Andrés, Punín, Macaje, Yaruquíes. Penipe, Cubijíes, Guasi, los de Chambo, Licto, Guano, Quimiag, donde se tejía: “paños, bayeta, lienzos de algodón, pabellones y alfombras, que en doce obrajes se labran”.
Cabe resaltar que Cacha, en el año 1640, sufrió un fenómeno natural desconocido del que no existe mucha información, también se señala que “…se hundió. No parece que se tratara de un fenómeno volcánico, sino de una falla tectónica…Cinco mil habitantes fueron deglutidos por el monstruo” pero el fenómeno fue de tal impacto que generó drásticos cambios en la geografía, causando confusión incluso en la tenencia de las propiedades.
Este acontecimiento incidió en que este verde valle de hermosas lagunas y vertientes, adopte la topografía actual, posteriormente, el 4 de febrero de 1877 un movimiento telúrico de grandes proporciones afecto a la sierra central causando la muerte de aproximadamente 20.000 personas.

### Era republicana
La era republicana del Ecuador no generó mayores cambios, pero debido a los altos impuestos y la sobreexplotación de los pueblos indígenas, quienes cansados de abuso, marginación y arbitrariedades, protagonizan una de las sublevaciones más importantes, hasta entonces, en el país, la misma que es liderada por Fernando Daquilema y que se debió, principalmente, al rechazo del diezmo y al repudio del trabajo subsidiario: “…la sublevación de Cacha comenzó en la tarde del 18 de diciembre de 1871”.
El oficialismo inculpo a Daquilema, como único responsable de la sublevación, y, ejecutó su sentencia de pena de muerte el 8 de abril de 1872.
Este hito histórico, así como su líder, Fernando Daquilema, se han hecho merecedores, hasta la actualidad, de un destacado lugar en la memoria colectiva de los habitantes de la Parroquia Cacha simbolizando la resistencia y liberación indígena.

Por el valor Cultural e histórico,  La parroquia Cacha se constituye legalmente 7 de noviembre de 1980, impulsada por el pueblo Cacha y la organización Fecaipac, siendo así la Primera Parroquia indígena del Ecuador y como acto simbólico,  el 25 de abril de 1981 hace su visita expresidente Abogado Jaime Roldos Aguilera, para realizar la entrega formal del acuerdo ministerial.
La Parroquia Cacha obtuvo el acuerdo ministerial 1147, el 7 de noviembre de 1980. suscrito por el señor Carlos A. Feraud Blum, Ministro de Gobierno y Municipalidades; y publicado en el Registro Oficial 315 de fecha 13 de noviembre de 1980.

## Administración

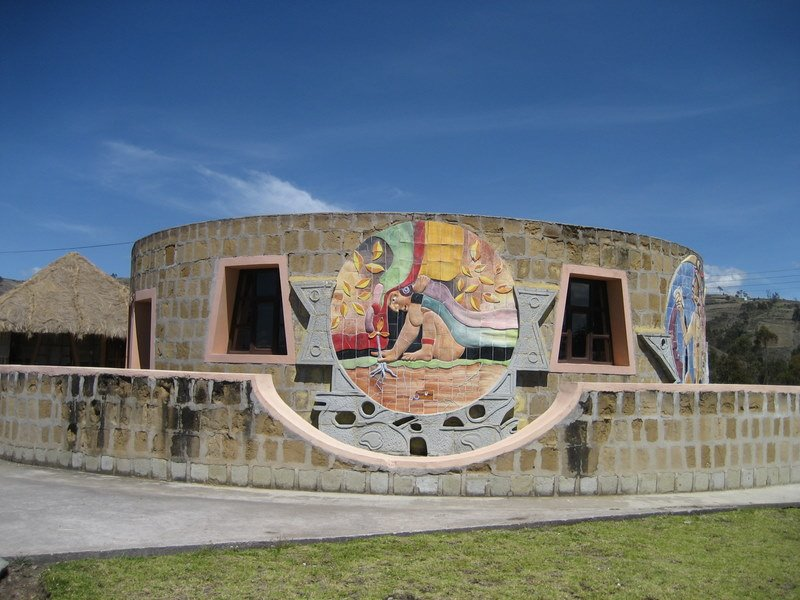
Mirador Turístico Pucará-Tambo

Cacha es una de las 11 parroquias que componen el Cantón Riobamba. Siendo una parroquia rural, está conformada por 19 comunidades rurales. la administración está a cargo del Gobierno Autónomo Descentralizado (GAD) de la parroquia de Cacha, quienes son personas jurídicas de derecho público, con autonomía política, administrativa y financiera. Los Vocales que lo conforman son electos mediante votación popular. El Vocal más votado será quien la presida.
Adicionalmente  existe un organismo no gubernamental de segundo grado, la  Federación de Pueblos Indígenas de la Nación Puruhá Cacha (FECAIPAC), que representa a las comunidades del pueblo Cacha, y coexiste con la GAD parroquial de Cacha como fuerza organizativa. Cuenta con la adjudicación oficial de la gestión y administración del agua entubada para consumo humano. además Aplican la Ley de justicia comunitaria en casos de problemas internos, por ello la parroquia Cacha tiene un sistema único de gobernanza en el país.

### Límites
El Acuerdo Ministerial de creación señala lo siguiente, como límites de la parroquia:

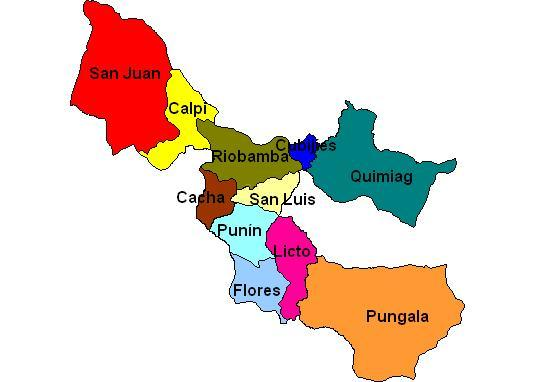
Localización de las parroquias rurales en el cantón Riobamba.

|       | Detalle |
| ----- | --- |
| Norte | Desde las nacientes septentrionales de la Quebrada Potcas, afluente del Río Chibungo, una alineación hacia el Este hasta alcanzar los orígenes de la Quebrada Amulahuaicu (Ambihuaicu): por esta Quebrada, aguas abajo, hasta la afluencia de la Quebrada N.º 1; por esta Quebrada, aguas arriba, hasta sus nacientes; de estas nacientes, una alineación al Sur - Este, que pasando por la cumbre del Cerro Hignug alcanza los orígenes de la Quebrada Tingo en el cerro Guisán; por esta quebrada, aguas abajo, hasta un punto situado a la misma latitud de las nacientes de la Quebrada N.º 2; del punto indicado, una alineación hacia el Este hasta los orígenes de la Quebrada N.º 2; por esta quebrada, aguas abajo que corre al Sur de la Quebrada Chilpala, hasta su afluencia en la Quebrada Bactug, aguas arriba, hasta la afluencia, la Quebrada Bactug, aguas arriba, hasta la afluencia de la Quebrada N.º 3; por esta quebrada, aguas arriba, hasta sus orígenes junto al sendero Yaruquíes - San Francisco - San Miguel de Quera. |
| Este  | De los orígenes de la Quebrada N.º 3; el sendero Yaruquíes - San Francisco - San Miguel de Quera hacia el Sur - Oeste que pasa por la Loma Huihuan, localidad San Francisco hasta su empalme con el camino de verano Monjas - San Miguel de Quera; de este empalme el camino en dirección a Monjas, hasta un punto a la altura latitudinal del vértice geodésico Palacio de cota 3.579 M. De este punto sobre el camino Monjas - San Miguel de Quera, una alineación hacia el Oeste, que pasando la Loma Sindiquiri, y el vértice geodésico Palacio alcanza el camino Tungurahuilla - Chacán. |
| Oeste | El camino Tungurahuilla - Chacán hacia el Norte, en dirección a la localidad Ugshpamba, hasta la bifurcación de senderos situada a la altura latitudinal del vértice geodésico Tingo de cota 3.616; de esta bifurcación, una alineación al norte hasta alcanzar las nacientes de la Quebrada N.º 4; por la Quebrada N.º 4 aguas abajo, hasta su afluencia en la Quebrada Aychabug; por esta última quebrada, aguas arriba, hasta sus orígenes, el camino hacia el Norte que pasa por la Loma Amula y alcanza las nacientes septentrionales de la Quebrada Potcas. |

## Demografía
Según el último censo de población y vivienda realizado el año 2010 por el Instituto Nacional de Estadística y Censos de Ecuador, la población de la parroquia de Cacha es de 3.160. el %55.38	representa a las mujeres y el %44.62 los hombres.

### Composición étnica
| Etnia     | Hab.  |
| --------- | ----- |
| INDÍGENA  | 3.155 |
| MESTIZO/A | 2     |
| BLANCO/A  | 3     |
| Total     | 3.160 |

## Economía

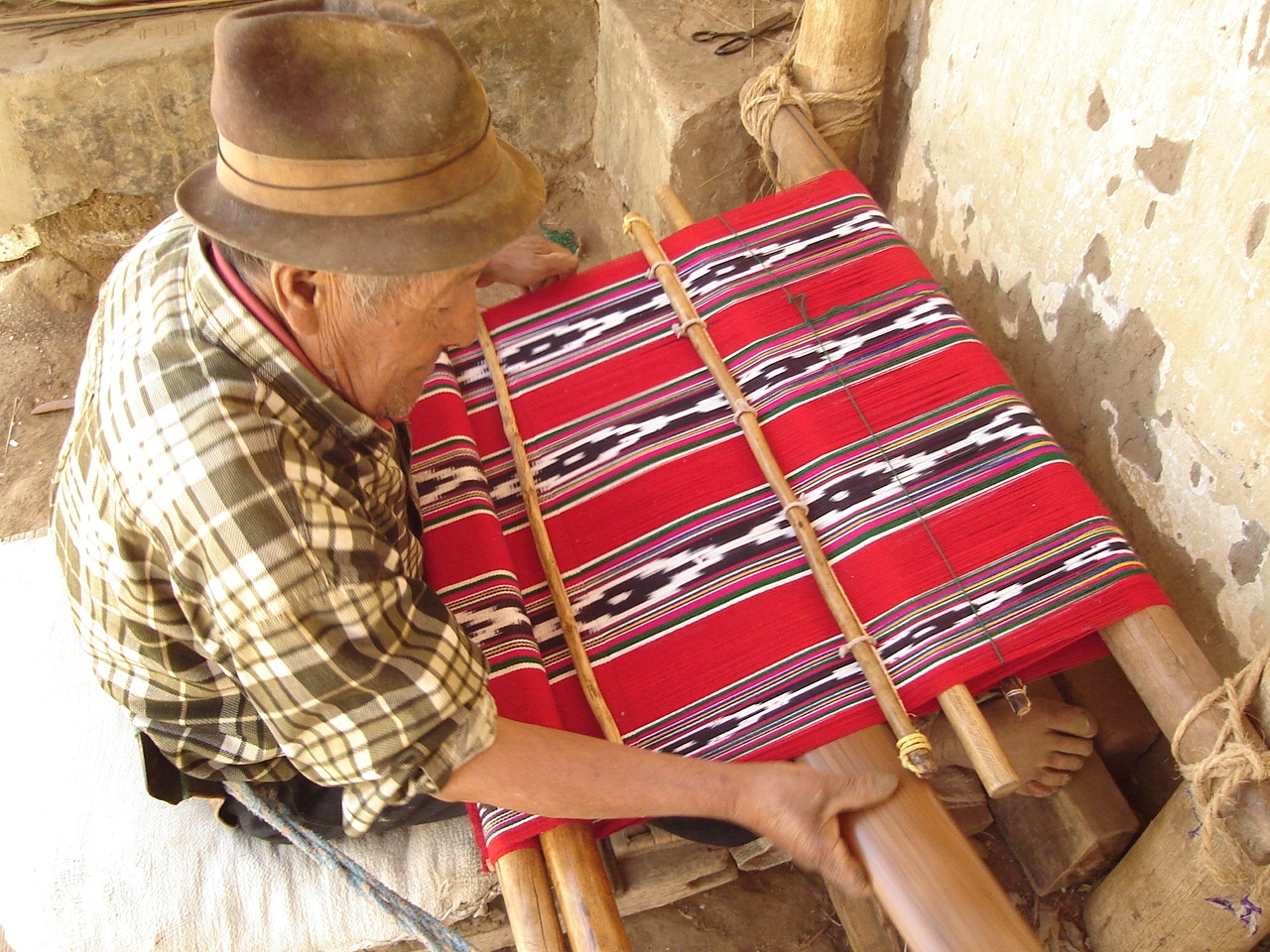
Tejedor de Ponchos de Cacha.

En la actualidad en la Parroquia de Cacha se practica la agricultura de subsistencia y es solamente auto consumo y subsistencia familiar. El medio de vida está basada en la artesanía y turismo; parte de las actividades complementarias son los trabajos a jornal y el comercio informal en los cantones aledaños. Sus formas de producción económica son, en primer lugar, la agricultura y sus principales productos papas, mellocos, cebada, hortalizas y maíz. El comercio con el mercado provincial y nacional se realiza con productos agrícolas como papas, cebolla, ajo, hierbas, así como la producción pecuaria y artesanal, siendo éstas las principales fuentes de ingresos económicos.
Dentro del sistema de producción pecuaria para el caso de especies mayores se destaca que el ganado bovino para carne que existe en las comunidades se lo destina para la Venta a con excepción de las Comunidades de Cacha Chuyuc, Machangara y Verdepamba las mismas que no disponen de estas especies.
El Ganado ovino y porcino mayoritariamente se lo destina para el Autoconsumo y venta.
La Actividad productiva artesanal, se caracteriza de emprendimientos dedicados a la producción artesanal. Miel, Jalea, Propóleo. En el campo turístico, Cacha es una zona de gran riqueza cultura, artesanal y de atractivos naturales. La artesanía está muy desarrollada, sobre todo en la zona del centro de la Parroquia, donde las manufacturas con lanas, cueros y textiles constituyen las principales actividades económicas y por ende la riqueza de esta Parroquia.

## Himno Parroquial de Cacha
La canción relata múltiples  actos de opresión y violencias a las que la población de Cacha fueron sometidos durante la época del periodo de colonización bajo el dominio español, además, relata la esperanza de su emancipación; consta de cuatro estrofas, fue creada en abril de 1948 por el profesor Marcial Salas Mancheno y la música en ritmo danzante fue compuesta por el maestro Rodrigo Barreno Cobo.